# Quam (Europa)
Quam fue la marca comercial elegida por el grupo Telefónica para sus operaciones en el campo de la telefonía móvil en Alemania, Austria y Suiza tras la adquisición de licencias de telefonía móvil 3G en dichos países en 2000 y hasta el abandono de operaciones en 2002.
El 18 de noviembre de 2013, se lanza en Argentina una operadora de servicios de telefonía móvil dirigida al segmento joven llamada Quam. Un año después, el 18 de noviembre de 2014, la misma se convierte en Tuenti Móvil como iniciativa regional del grupo Telefónica. Tuenti llega con una propuesta digital y la app que da soporte tecnológico a nuevas maneras de comunicarse.

## Historia
El 17 de agosto de 2000, tras una subasta de licencias 3G que había durado 14 días e incluido 173 rondas, el consorcio Group 3G participado por Telefónica (57,4%) y el operador finlandés Sonera (42,6%) resultó adjudicatario de una licencia en Alemania por 8.409 millones de euros.
En noviembre de 2000, Telefónica consiguió una licencia de telefonía móvil 3G en Austria mediante una subasta por 117 millones de euros. En diciembre del mismo año, Telefónica consiguió una licencia 3G en Suiza mediante concurso con un desembolso de 50 millones de francos suizos. En ambos casos, Telefónica poseía la totalidad del consorcio que ganó la licencia.
Durante la primera mitad de 2001, Group 3G (con sede en Múnich) y E-Plus (operador de telefonía móvil alemán controlado por la holandesa KPM) firman un acuerdo para compartir infraestructura UMTS. En septiembre ambas empresas firman un acuerdo de itinerancia por medio del cual prestará servicios a sus futuros clientes con las tecnologías GSM y GPRS, antes de la entrada en servicio de la telefonía UMTS. De esta forma, Group 3G podría comenzar sus operaciones como operador móvil virtual (MVNO) ante la no disponibilidad de redes y terminales UMTS.
El 10 de octubre de 2001, se presenta la marca Quam (cómo en latín). El 14 de noviembre, Quam lanza sus servicios 2G en Alemania, tras una campaña masiva de publicidad en Alemania comenzada el 15 de octubre.
Entre grandes problemas por la resistencia de los operadores dominantes (T-Mobile y D2, perteneciente ya a Vodafone), Quam prosigue sus operaciones como MVNO, llegando a acumular casi 900.000 usuarios a finales de julio de 2002. Sin embargo, el 25 de julio Group 3G anuncia que abandonará sus operaciones en Alemania y congelará sus planes de despliegue de redes 3G en Alemania. Telefónica y Sonera anuncian paralelamente el cese de actividades en el resto de operaciones europeas (Telefónica en Italia, Austria y Suiza; Sonera en Italia).
El 18 de julio, Telefónica anuncia que cesaría de dar servicios el 15 de noviembre, ofreciendo a sus clientes la posibilidad de cambiarse a T-Mobile en condiciones especiales y ventajosas. Las operaciones en Austria y Suiza no llegaron a despegar.